# Mislav Saric
Mislav „Mimi“ Saric (* 3. September 1983 in Požega) ist ein australisch-kroatischer Fußballspieler.

## Karriere
Saric begann seine Karriere im Herrenbereich nach dem Besuch des Australian Institute of Sport 2001 in der National Soccer League (NSL) bei Adelaide City. Als sich das Team 2003 aus der NSL zurückzog, kam Saric beim Nachfolgeklub Adelaide United unter. Bereits ein Jahr später wurde der Spielbetrieb der NSL eingestellt und Saric wechselte, wie viele andere australische Profis, ins Ausland. Mit dem kroatischen Zweitligisten Cibalia Vinkovci erreichte der Offensivspieler den Aufstieg in die höchste Spielklasse, kehrte aber anschließend nach Australien zurück. Beim kroatisch geprägten Verein Adelaide Raiders setzte der mehrfache australische U-17-Nationalspieler seine Karriere auf Bundesstaatenebene fort, ehe er zur Saison 2006/07 vom A-League-Team Perth Glory einen Profivertrag erhielt.
Nach einer Saison und zehn Einsätzen wurde sein Vertrag bei Perth nicht verlängert und Saric spielte zunächst beim Campbelltown City SC, ehe er im Sommer 2007 erneut nach Europa ging und einige Partien für den finnischen Drittligisten Porin Palloilijat absolvierte. Nach Saisonende schloss er sich wieder den Adelaide Rovers an, für die er in der South Australian Super League antritt.